# Certificering in de muziek

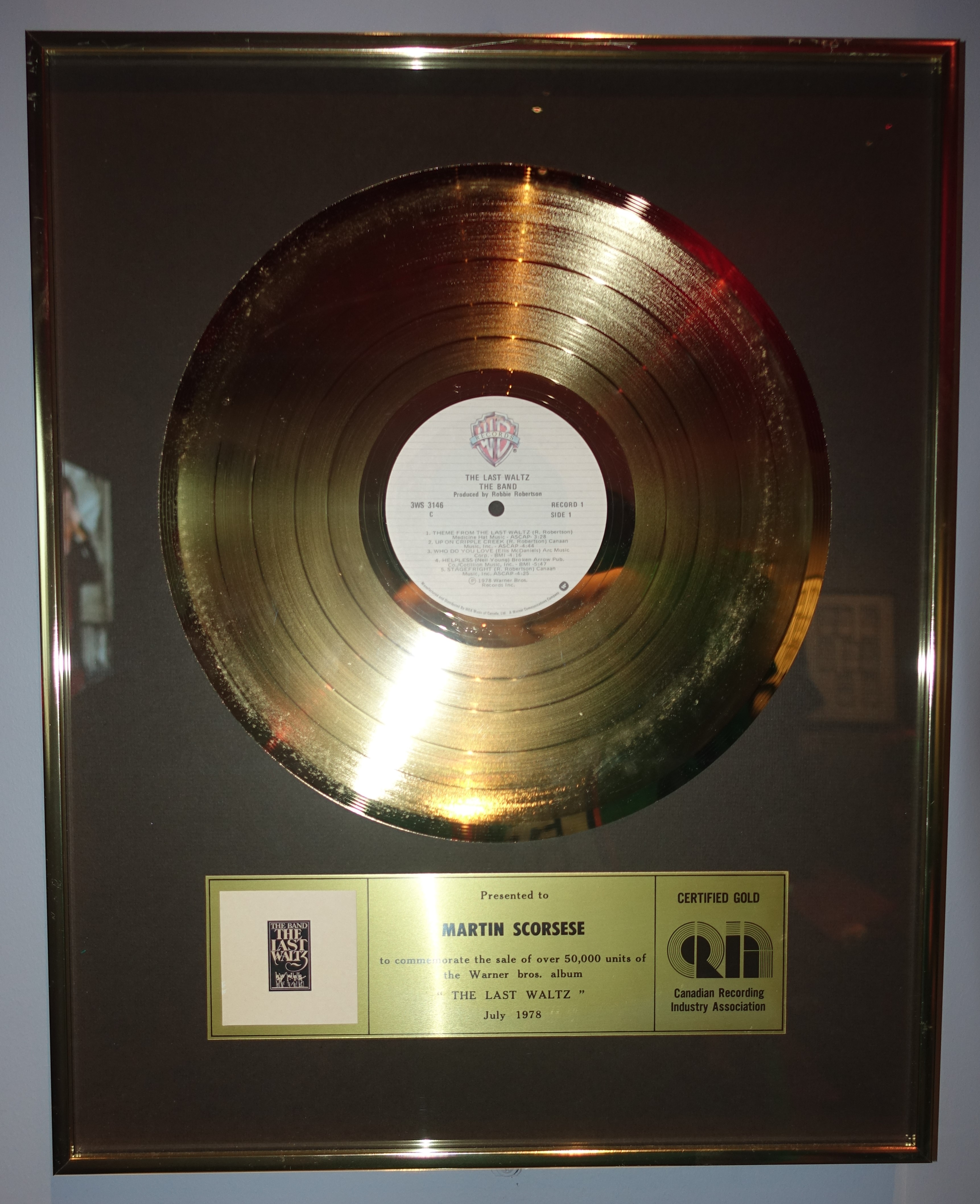
Gouden plaat met certificaat van het album The Last Waltz (1978) van The Band

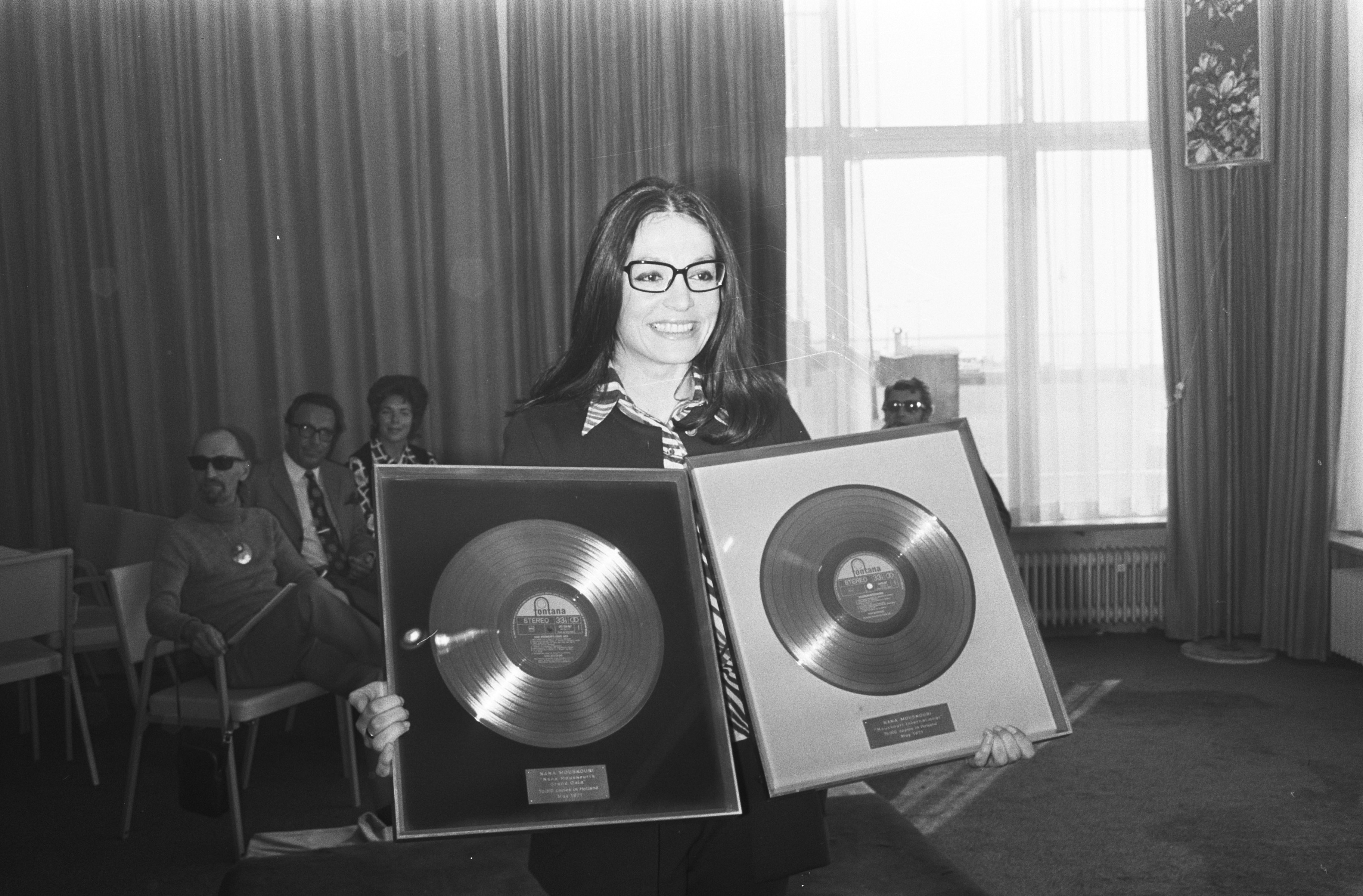
Nana Mouskouri ontvangt een gouden en platina plaat in 1971

Certificering in de muziek is een systeem om te erkennen dat een bepaald aantal exemplaren van een album, single of ander werk is gestreamd en verkocht. In tegenstelling tot de meeste muziekprijzen is er bij dit systeem geen element van kwalitatieve appreciatie; het systeem meet louter commercieel succes. 
De categorieën van het certificeringssysteem zijn vernoemd naar edele metalen: artiesten kunnen een zilveren, gouden, platina of diamanten plaat verdienen. Het is gebruikelijk dat een artiest die een gouden of platina plaat behaalt, een vergulde replica van de plaat krijgt als onderscheiding.
De regels, en de drempelwaarden om in aanmerking te komen, verschillen sterk per land. De aantallen downloads, streams of verkopen spelen hoe dan ook de belangrijkste rol. De grootte van de muziekindustrie in een land speelt ook een grote factor. Zo heeft het in een land met een kleinere muziekindustrie geen zin om pas een gouden, platina of diamanten plaat uit te reiken bij relatief enorme aantallen verkopen die in een land als de Verenigde Staten relatief kleiner zijn. Soms wordt er gedifferentieerd naar genre, aangezien sommige genres minder populariteit genieten waardoor artiesten in die genres minder snel in aanmerking zouden komen voor certificering.
In de meeste landen worden geen zilveren platen uitgereikt; uitzonderingen hierop zijn onder meer het Verenigd Koninkrijk en Australië.

## België
De Belgian Recorded Music Association (BRMA) stelt de verkoopdrempels op die werken moeten behalen om in aanmerking te komen voor een certificaat. De verkoopdrempels van werken van eigen bodem of die gezongen zijn in het Nederlands of Frans liggen voor de helft lager dan de verkoopdrempels van andere werken. Alleen de 12 meest gestreamde nummers van een album worden meegenomen in de berekening van het totale aantal streams van een album, om te voorkomen dat de albumverkopen beïnvloed worden door het aantal nummers te vergroten. Om onehitwonders weg te filteren, worden de aantallen streams van de twee populairste nummers van een album teruggebracht tot het gemiddelde van de tien volgende populairste nummers. Nadere details over de berekening van aantallen streams worden niet vrijgegeven. Volgens Pieter Dumon van De Morgen lagen die in 2018 in lijn met de "1.500 streams" die gehanteerd werden door RIAA: "Tot voor kort stonden 1.500 luisterbeurten van gelijk welk nummer op een album gelijk aan één verkocht exemplaar."

## Nederland

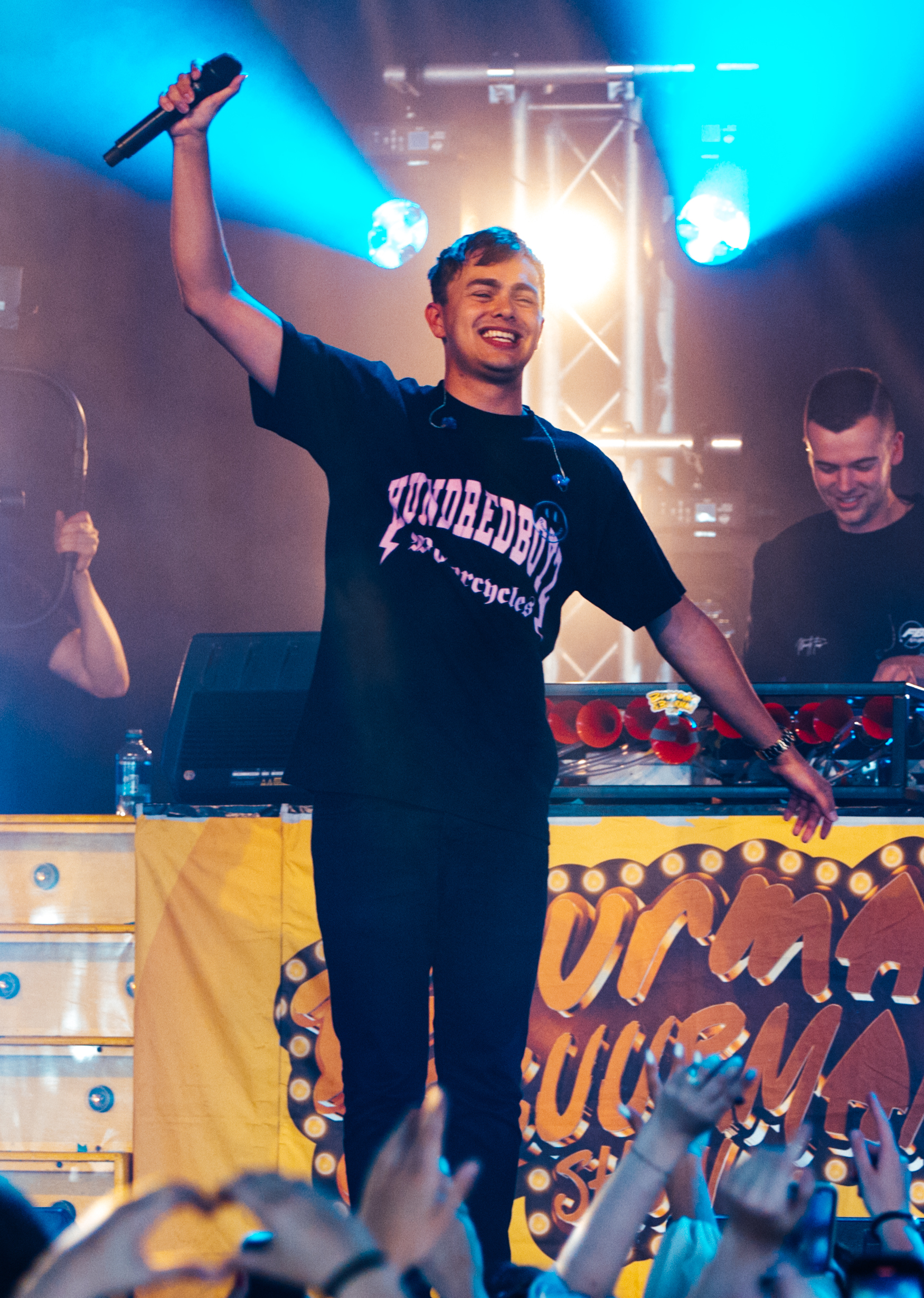
De zanger Flemming kreeg in 2024 als eerste artiest in Nederland een diamanten plaat

De Nederlandse Vereniging van Producenten en Importeurs van beeld- en geluidsdragers (NVPI) is de organisatie die in Nederland certificaten toekent. De artiesten of vertegenwoordigers moeten ingeschreven zijn in de Kamer van Koophandel en moeten lid zijn van de NVPI. Ze moeten tevens een catalogus voeren waarmee aangetoond kan worden dat de muziek werkelijk van de artiest is. De NVPI vraagt contributie van een vast bedrag, dat verhoogd wordt met 3% van de omzet van de artiest. Dit is een reden van artiesten om af te zien van het lidmaatschap, en indirect daarom ook voor de ontvangst van gouden en platina platen.
Bij het certificaat wordt een penning aangeboden in de vorm van een gouden, platina of diamanten munt. Die penning, in feite een handtekening van een notaris, geeft de verkoop een internationale status en dus zijn waarde.  Vaak wordt er ook een gouden of platina plaat in een wissellijst gemaakt. 
De certificaten dienen door artiesten of vertegenwoordigers aangevraagd te worden. Voor singles dienen aanvragen ingediend te worden per master. Afgeleide werken zoals remixen, covers of alternatieve versies worden niet opgeteld bij de master. 
Tot 1 januari 2024 kon een meervoudige platina plaat toegekend worden door de NVPI. Sinds die datum is deze prijs vervangen door de diamanten plaat.

### Drempelwaarden
Een album of single wordt in Nederland onderscheiden als er de volgende streams zijn behaald:
Singles:
- Goud: 10 miljoen streams
- Platina: 20 miljoen streams
- Diamant: 50 miljoen streams

Albums:
- Goud: 40 miljoen streams
- Platina: 80 miljoen streams
- Diamant: 200 miljoen streams

In het verleden waren dit andere aantallen. Zo werden populaire albums tot in de jaren 90 pas bij 50.000 verkochte exemplaren onderscheiden met goud. Later werd dit veranderd in 40.000 exemplaren en vervolgens in 35.000 exemplaren. Voor 1 januari was dit nog 20.000 verkochte exemplaren. Tegenwoordig geld het aantal van 40 miljoen streams. De verlaging heeft te maken met de teruglopende verkopen. Een groeiend aantal verkopen geschiedt via de virtuele toonbank, bij muziekdownloadwinkels. 
De verkopen en downloads worden sinds 1 januari 2024 omgerekend naar streams. Eén download van een single staat gelijk aan 215 streams, één download of fysieke verkoop van een album staat gelijk aan 2150 streams. Streams bij gratis videodiensten zoals YouTube of op sociale media zoals Instagram of TikTok worden niet meegerekend.

## Verenigde Staten
De Recording Industry Association of America (RIAA) telt alleen de verkopen en downloads die in de Verenigde Staten hebben plaatsgevonden of zijn verstuurd naar Amerikaanse militaire adressen, zoals bijvoorbeeld legerbases in andere landen. Werken komen in aanmerking voor certificaten als ze minstens 30 dagen aangeboden zijn aan de consument (fysieke werken) of vanaf de datum van uitgave (digitale werken). Voorverkopen worden niet in de tellingen meegenomen. Albums die gebundeld zijn met andere producten zoals kaartverkopen of merchandise, worden onder bepaalde voorwaarden in de tellingen meegenomen. Het Gold & Platinum Program van de RIAA zet een extern bedrijf in om aanvragen voor certificaten te auditten.

## Geschiedenis
De eerste certificeringen in de vorm van zilveren en gouden platen werden in de Verenigde Staten door platenlabels uitgereikt aan hun artiesten. Zo werd in 1937 door Regal Zonophone een zilveren plaat uitgereikt aan George Formby voor het feit dat zijn lied "The Window Cleaner (No. 2)" 100.000 maal was verkocht. In 1958 introduceerde de Recording Industry Association of America (RIAA) het initiatief om gouden platen uit te reiken voor albums en singles die een miljoen maal waren verkocht. Het betrof de verkopen aan winkels, niet aan consumenten. Dat is sindsdien niet veranderd; hoeveel fysieke werken er daadwerkelijk aan consumenten zijn verkocht, is door RIAA nooit in tellingen meegenomen. Ook werd er alleen gekeken naar verkopen door Amerikaanse platenmaatschappijen en binnen de eigen grenzen. Perry Como was de eerste artiest die van RIAA een gouden plaat kreeg, voor zijn single "Catch a Falling Star".
De eerste platina plaat werd door RIAA geïntroduceerd in de jaren 1970. Die werd uitgereikt bij het behalen van een miljoen verkopen van albums en twee miljoen verkopen van singles. De aantallen verkopen om in aanmerking te komen voor een gouden plaat werden bijgesteld naar 500.000 voor albums en een miljoen voor singles. Van Cliburns opname van Tsjaikovski's Pianoconcert nr. 1 was het eerste album waarvoor een artiest een platina plaat ontving, hoewel dat twee decennia na de datum van uitgave gebeurde. In 1999 introduceerde RIAA de diamanten plaat.
Belangenbehartigers van artiesten in andere landen, zoals de voorloper van BRMA in België en de NVPI in Nederland, volgden het voorbeeld. Elke organisatie hanteert zijn eigen manieren van berekenen hoeveel maal muzikale werken zijn verkocht. Sinds de opkomst van digitale media, waarmee muziek ook gedownload of gestreamd kan worden, kan er omgerekend worden naar equivalenten van verkopen, of zoals in Nederland
De drempelwaarden om in aanmerking te komen voor certificering veranderen door de loop der jaren. Dit komt doordat de muziekindustrie in grootte kan veranderen waardoor de kans verandert om bepaalde verkoopaantallen te behalen, maar ook doordat verkoopcijfers anders berekend worden door voortschrijdende technologie waardoor muziek op andere manieren geconsumeerd kan worden. Er worden sporadisch nieuwe certificeringen geïntroduceerd, waar eerder meervoudige 'lagere' certificeringen werden toegekend. 

## Drempelwaarden per land

### Singles
| Land                      | Meetpunt                       | Certificaat | Certificaat | Certificaat | Certificaat | Verbijzondering                                  |
| Land                      | Meetpunt                       | Zilver      | Goud        | Platina     | Diamant     | Verbijzondering                                  |
| ------------------------- | ------------------------------ | ----------- | ----------- | ----------- | ----------- | ------------------------------------------------ |
| België (BRMA)             | downloads, streams en verkopen | -           | 10.000      | 20.000      | 100.000     | Belgisch of Nederlands/Frans gezongen repertoire |
| België (BRMA)             | downloads, streams en verkopen | -           | 20.000      | 40.000      | 200.000     | ander repertoire                                 |
| Nederland (NVPI)          | streams                        | -           | 5 miljoen   | 10 miljoen  | 25 miljoen  | jazz, klassiek                                   |
| Nederland (NVPI)          | streams                        | -           | 10 miljoen  | 20 miljoen  | 50 miljoen  | andere genres                                    |
| Verenigd Koninkrijk (BPI) | eenheden                       | 200.000     | 400.000     | 600.000     | -           | -                                                |
| Verenigde Staten (RIAA)   | verkopen                       | -           | 500.000     | 1 miljoen   | 10 miljoen  | -                                                |

### Albums
| Land                      | Meetpunt                       | Certificaat | Certificaat | Certificaat | Certificaat | Verbijzondering |
| Land                      | Meetpunt                       | Zilver      | Goud        | Platina     | Diamant     | Verbijzondering |
| ------------------------- | ------------------------------ | ----------- | ----------- | ----------- | ----------- | --------------- |
| België (BRMA)             | downloads, streams en verkopen | -           | 10.000      | 20.000      | 100.000     | -               |
| Nederland (NVPI)          | streams                        | -           | 20 miljoen  | 40 miljoen  | 100 miljoen | jazz, klassiek  |
| Nederland (NVPI)          | streams                        | -           | 40 miljoen  | 80 miljoen  | 200 miljoen | andere genres   |
| Verenigd Koninkrijk (BPI) | eenheden                       | 60.000      | 100.000     | 600.000     | -           | -               |
| Verenigde Staten (RIAA)   | verkopen                       | -           | 30.000      | 60.000      | 600.000     | latin           |
| Verenigde Staten (RIAA)   | verkopen                       | -           | 500.000     | 1 miljoen   | 10 miljoen  | andere genres   |

## Wetenswaardigheden
- Van alle platen die door de RIAA met diamant bekroond werden, zijn van Michael Jacksons Thriller (1982) de meeste exemplaren verkocht.
- De artiest met de meeste gouden platen in Nederland is de Amerikaanse zanger Elvis Presley.